# Terremoto de Nobol de 1980
El terremoto de Nobol de 1980 fue un movimiento sísmico de magnitud 5.6 MW ocurrido el día lunes 18 de agosto de 1980 a las 10:08 UTC-5, tuvo una profundidad de 55 km y una intensidad en la escala de Mercalli de VIII.Su epicentro se localizo en el Cantón Nobol, ubicado en la Provincia del Guayas. Muy cerca (3.7 km) de la ciudad de Nobol.

## Generalidades
La duración del sismo fue de 62 segundos, según testigos primero se sintió un ligero temblor vibratorio y varios segundos después uno fuerte, oscilatorio y con ruidos sordos.La ciudad donde se registraron más daños fue Guayaquil, esta se ubicó a 30 km del epicentro.

## Impacto
8 personas fallecieron al sur de Guayaquil, todas por caída de paredes.1 persona falleció por caída de material de cantera en la Vía a Daule. Se registraron más de 100 heridos debido a caída de paredes, anaqueles y objetos, así como quemaduras en la cocina, también se registró un caso de heridos por choque de vehículos.Hubo numerosos casos de shock nervioso. Se necesitó a la policía para imponer orden en los hospitales. El Hospital Guayaquil atendió 31 emergencias, 16 de ellas por heridos de gravedad. En el Hospital Luis Vernaza se atendió a 29 heridos de gravedad, de un total de 50 ingresos.
El daño más común en edificaciones fue la caída de paredes, que se dio en numerosos casos (29 reportes). Destrucción parcial o total de edificaciones se reportó en 7 casos. Un total de 14 inmuebles fueron evacuados y desocupados inmediatamente para evitar riesgos a la vida humana. Luego de la evaluación pertinente, se determinó que 49 inmuebles debían ser demolidos por no reunir condiciones esenciales de habitabilidad.
También se registraron daños leves como agrietamiento de paredes, fisuras en los elementos estructurales, rotura de vidrios, caída de objetos de decoración y detalles ornamentales y daño de tumbados, otro tipo de daño fueron las vitrinas y estanterías destrozadas en los almacenes de la zona central de Guayaquil. Varias esculturas resultaron destruidas y se perdieron varias piezas de arqueológicas en el Museo Municipal.
Hubo reportes de personas atrapadas en los ascensores de los edificios. El tráfico fue suspendido en varias calles por caídas de estantes de alta tensión. Se suspendió la energía eléctrica en Guayaquil desde las 10:08 a. m. hasta la 01:00 p. m.. Las comunicaciones telefónicas estuvieron cortadas durante una hora y no se restituyeron completamente hasta pasado el mediodía.